# 泽连佐沃农村居民点
泽连佐沃农村居民点（俄语：Зеленцовское сельское поселение）是俄罗斯联邦沃洛格达州尼科利斯克区所属的一个农村居民点。其下辖有25个居民点，行政中心为泽连佐沃。据2015年统计，该农村居民点的人口为1082人。